# Austrosimulium campbellense
Austrosimulium campbellense är en tvåvingeart som beskrevs av Lionel Jack Dumbleton 1973. Austrosimulium campbellense ingår i släktet Austrosimulium och familjen knott. Inga underarter finns listade i Catalogue of Life.